# Danviken

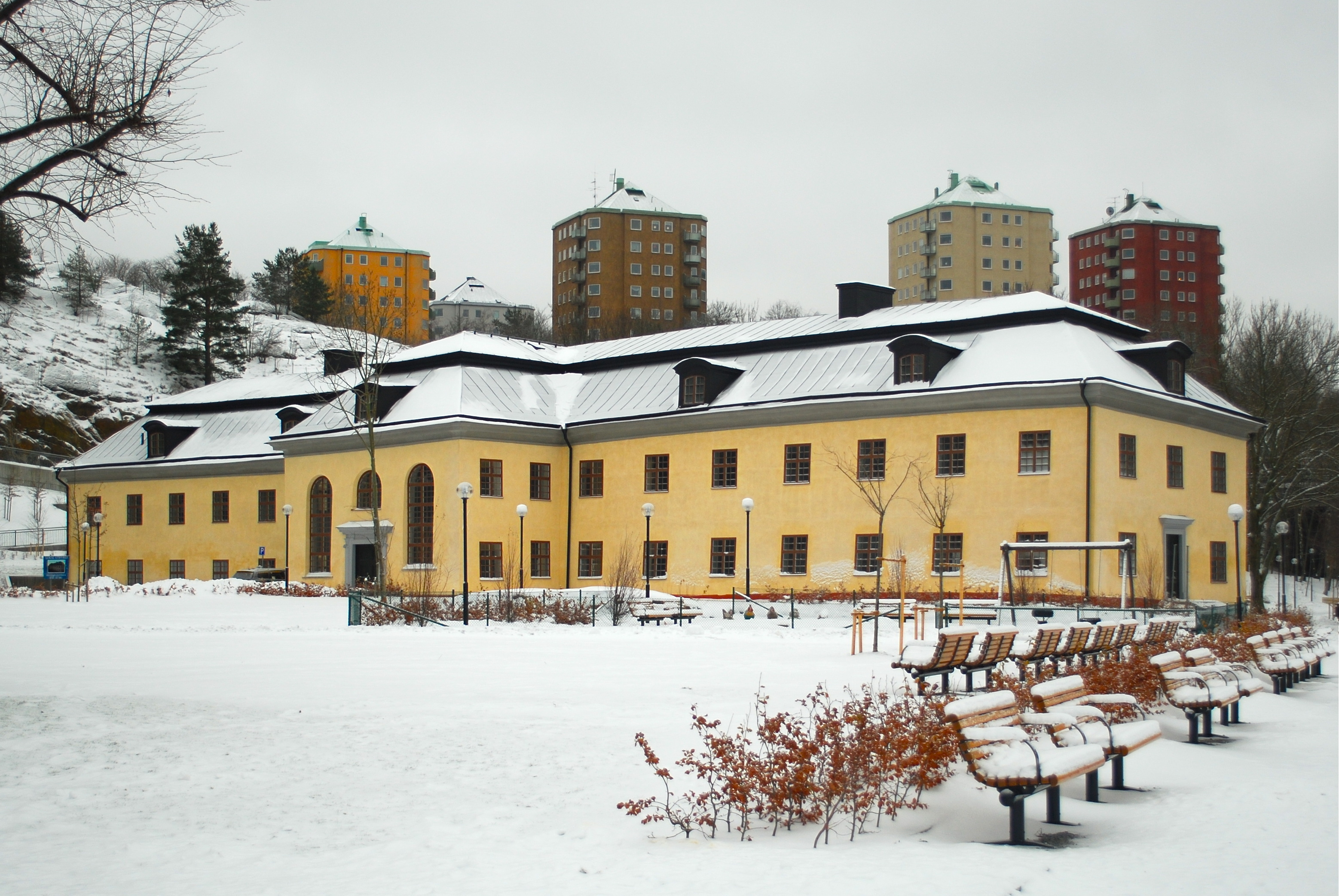
Området har sitt namn efter Danvikens hospital, foto från 2010.

Danviken är ett område i kommundelen Sicklaön inom Nacka kommun, Stockholms län. 

## Historik
Stadsdelen är en av de äldsta i Nacka. Området har varit bebott åtminstone sedan 1550-talet när Gustav Vasa anlade Danvikens hospital på mark som då låg inom Stockholms stad. Redan från starten anlade man en mjölkvarn i vattendraget mellan Hammarby sjö och Saltsjön, kallat Kvarnbäcken eller Danviks ström. Det fanns också en hammarsmedja här.
År 1619 gavs tillstånd åt Gustaf Johan Jung att uppföra en så kallad kimröksugn, men det dröjde ända till 1675 innan den kom igång, den låg strax öster om hospitalet. Kimrök används för framställning av bland annat trycksvärta och tusch. Bruket var igång till 1856.
1686 uppfördes ett så kallat saltsjuderi mellan hospitalet och kimröksbruket, det vill säga en fabrik där man skulle utvinna salt ur havsvattnet. Saltsjön innehåller, trots namnet, alltför lite salt, och efter några år upphörde verksamheten. Senare användes byggnaden som dårhus, det så kallade Danviks dårhus. Numera är här bostäder. 
År 1890 stod Saltsjöqvarn färdigt. Det gamla hospitalet lades ner 1915, och de gamla som bodde där flyttade till Danvikshem. 
I området närmast Värmdövägen intill Henriksdals trafikplats ligger kontorshuset Danvikcenter. Vid Henriksborg uppr på Henriksborgsklippan finns radhusområdet Henriksborg, byggt på 1970-talet av HSB efter ritningar av arkitekt Olof Ellner. Mellan Danvikshem och Danviks dårhus ligger det så kallade Gomanhuset, en tegelbyggnad som uppfördes för Kooperativa Förbundet efter ritningar av arkitekt Joen Sachs vid KFAI på 1960-talet som laboratorium och kontor, sedan 2017 ombyggd till bostäder. 

### Bilder

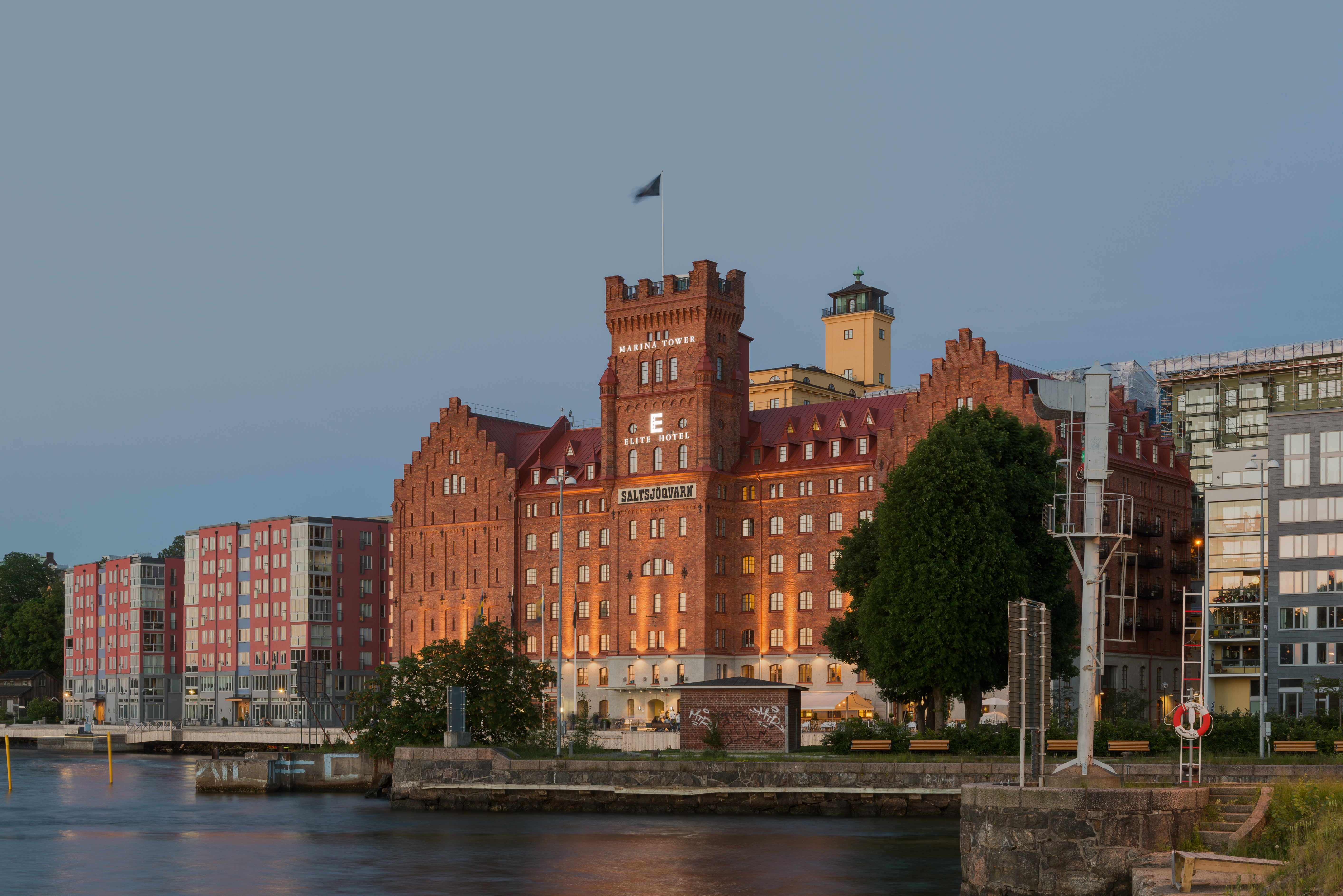
Saltsjökvarn, 2013.
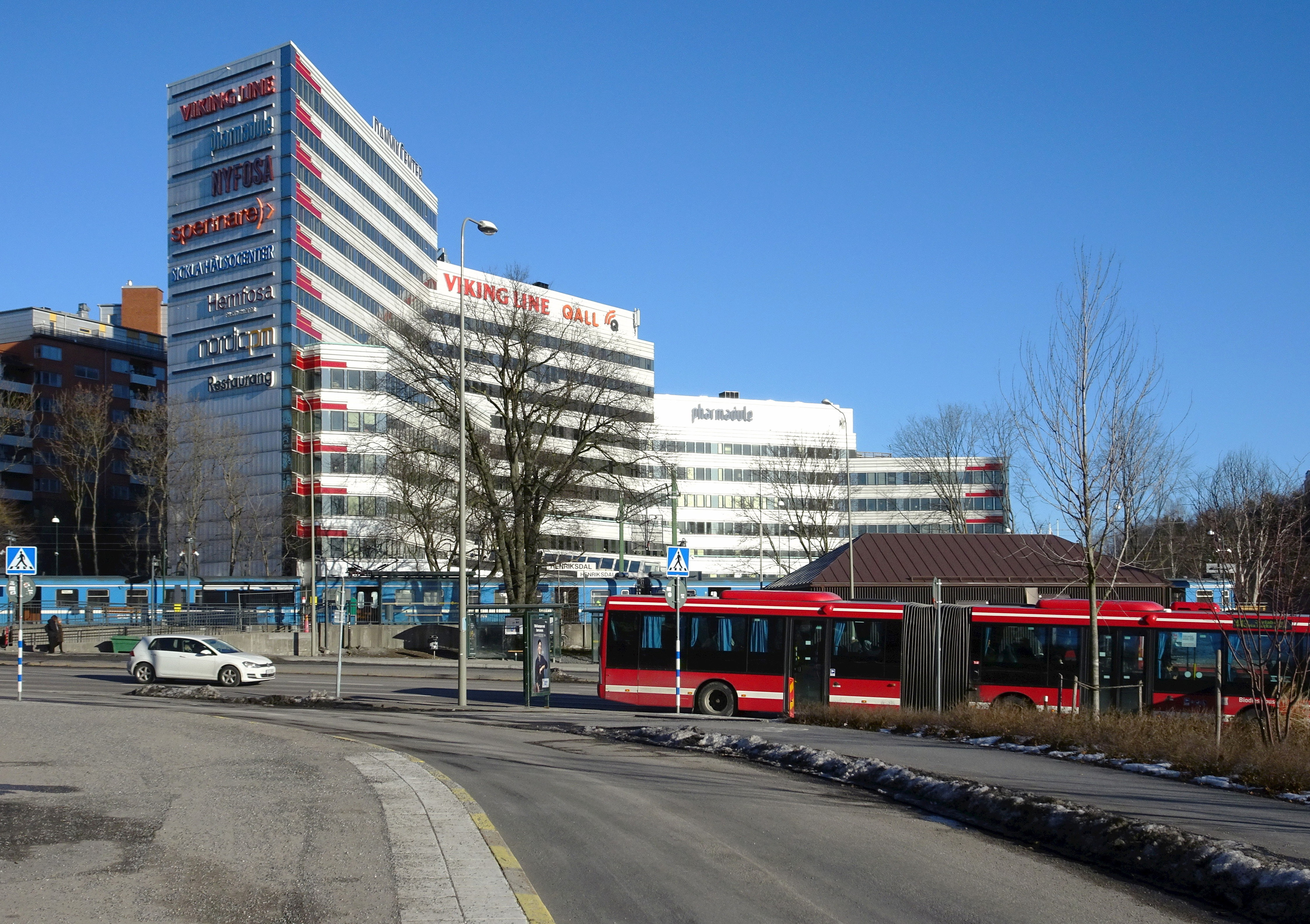
Danvikcenter, 2019.
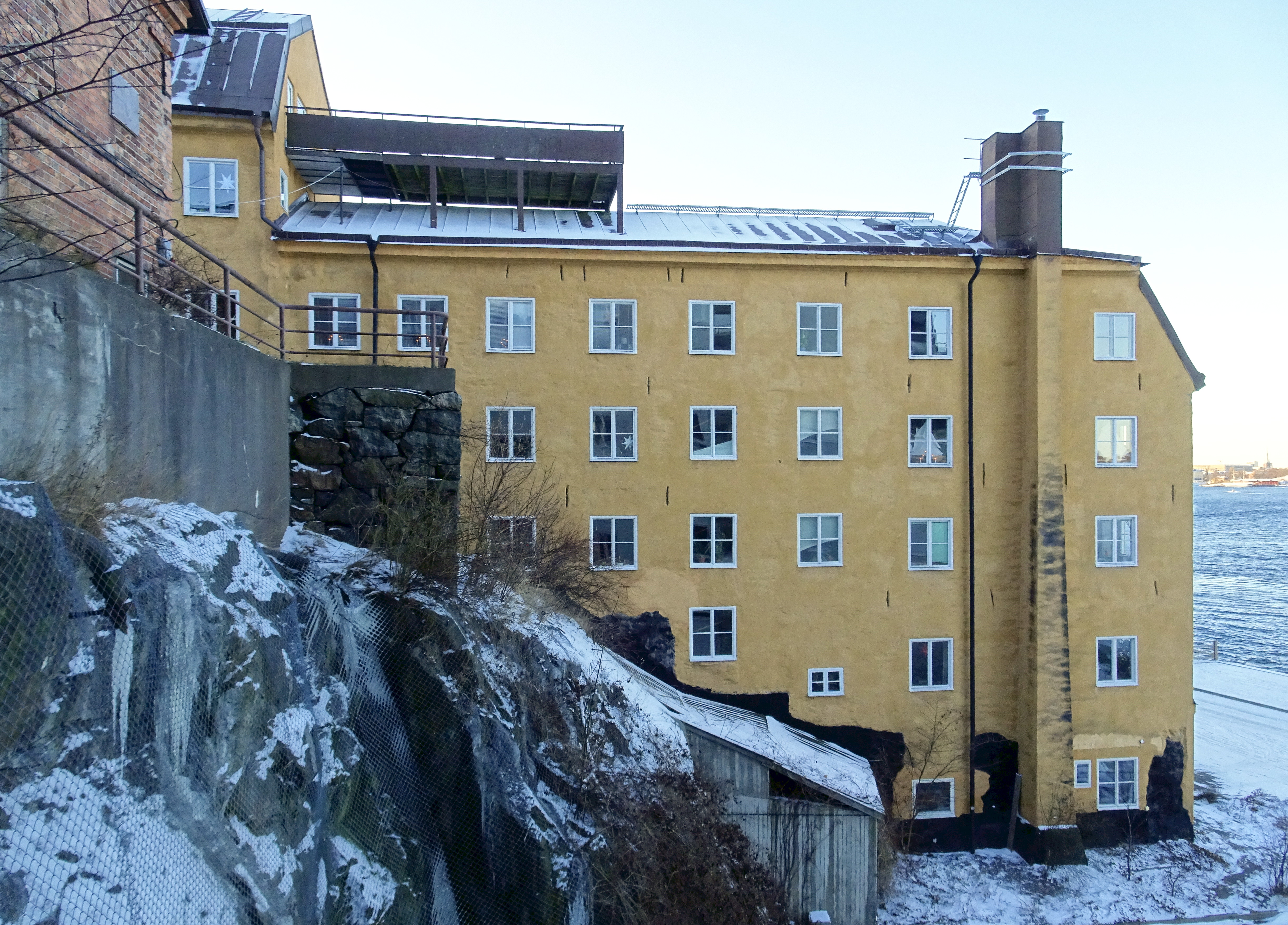
Före detta Danviks dårhus, 2022.
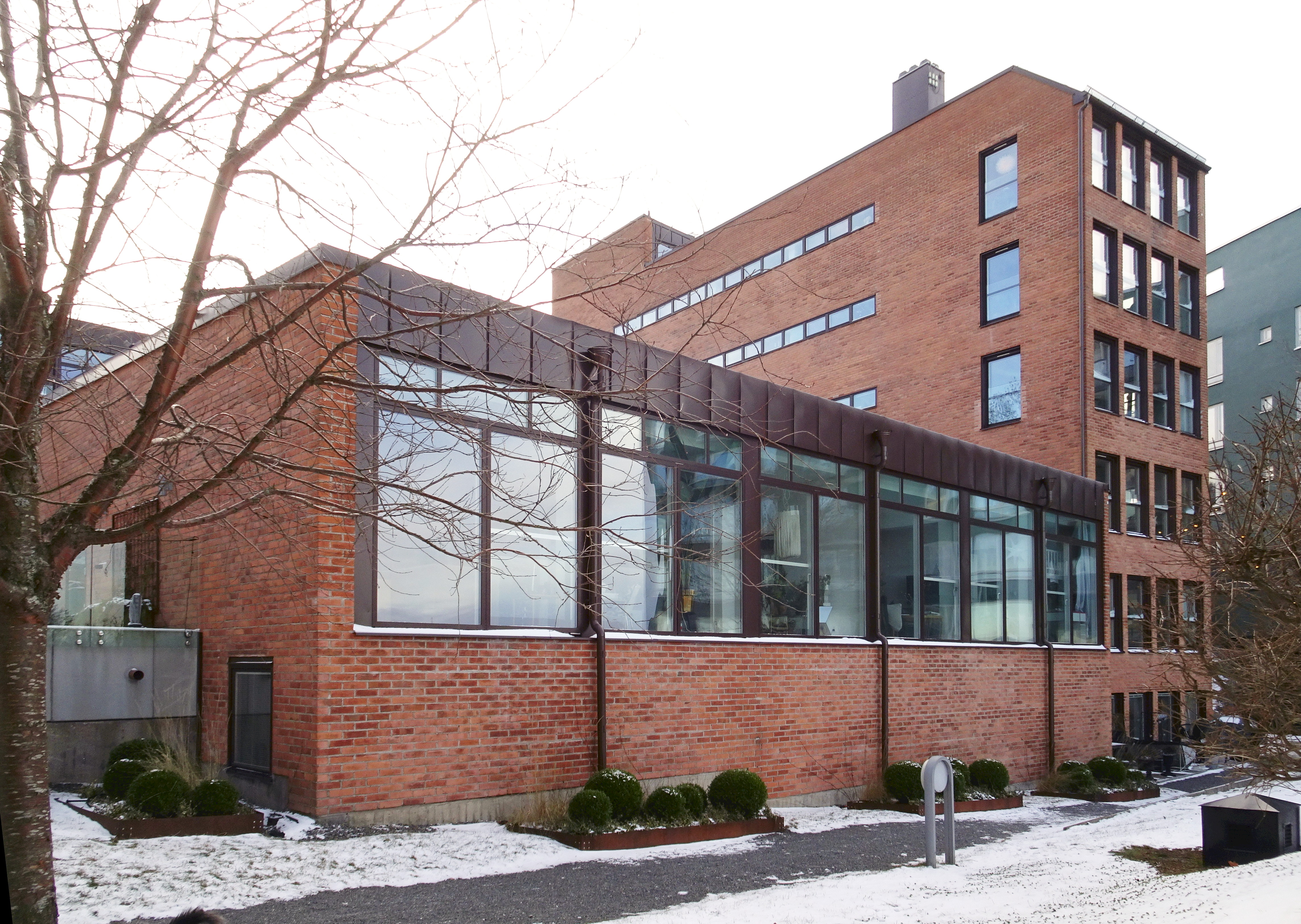
Gomanhuset, 2022.